# Беденица
Беденица је насељено место и седиште општине у Загребачкој жупанији, Република Хрватска.

## Историја
До територијалне реорганизације у Хрватској налазила се у саставу бивше велике општине Свети Иван Зелина.

## Становништво
На попису становништва 2011. године, општина Беденица је имала 1.432 становника, од чега у самој Беденици 555.

## Попис1991.
На попису становништва 1991. године, насељено место Беденица је имало 515 становника, следећег националног састава:
| Попис 1991.‍ | Попис 1991.‍ | Попис 1991.‍ | Попис 1991.‍ | Попис 1991.‍ |
| ----------- | ----------- | ----------- | ----------- | ----------- |
|             |             |             |             |             |
| Хрвати      | Хрвати      |             | 512         | 99,41%      |
| Македонци   | Македонци   |             | 1           | 0,19%       |
| непознато   | непознато   |             | 2           | 0,38%       |
| укупно: 515 |             |             |             |             |